# Norwegian Long Haul
Norwegian Long Haul o semplicemente Norwegian era una compagnia aerea norvegese, con sede a Bærum, che operava i voli dall'Europa verso Stati Uniti, Argentina e Asia per conto di Norwegian Air Shuttle.

## Storia
Costituita il 1º gennaio 2012 da Norwegian Air Shuttle per avviare le operazioni a lungo raggio, la società ha iniziato i voli transatlantici il 30 maggio 2013. I primi voli di linea erano da Oslo e Stoccolma a New York e Bangkok, in origine con Airbus A340-300 presi a noleggio mentre la compagnia aerea attendeva la consegna dei nuovi Boeing 787 Dreamliner.
A marzo 2013 Norwegian Air Shuttle confermò l'inizio dei voli da Copenaghen, Oslo e Stoccolma a Fort Lauderdale a partire dal 29 novembre 2013. Nel settembre 2013 Norwegian annunciò l'apertura di collegamenti dalle capitali scandinave verso Oakland e Los Angeles da maggio 2014. I voli da Londra a New York, Los Angeles e Fort Lauderdale sono stati annunciati nel mese di ottobre 2013 per iniziare nel luglio successivo.
Ad aprile 2015 venne annunciata l'apertura di voli stagionali verso Porto Rico e le Isole Vergini Americane. A dicembre 2015 venne annunciata l'apertura di nuovi collegamenti tra Oslo, Stoccolma, Copenaghen e Londra verso Boston dalla fine di marzo 2016 in poi; lo stesso mese venne annunciato il collegamento Londra-Oakland da maggio 2016.
A febbraio e luglio 2016 vengono annunciati rispettivamente nuovi collegamenti da Parigi e Roma per Los Angeles, Fort Lauderdale e New York a partire da luglio 2016 (Parigi) e luglio 2017 (Roma).
Il 6 settembre 2016 viene annunciata l'apertura di una nuova base a Barcellona El-Prat e i relativi nuovi collegamenti da Barcellona per Los Angeles, Fort Lauderdale, Oakland e New York Newark. Biglietti in vendita dal giorno stesso e operativi da giugno 2017.
Nel gennaio 2021, Norwegian ha annunciato che avrebbe interrotto tutte le operazioni a lungo raggio per concentrarsi sulla sua rete di rotte europee a corto raggio.

## Flotta

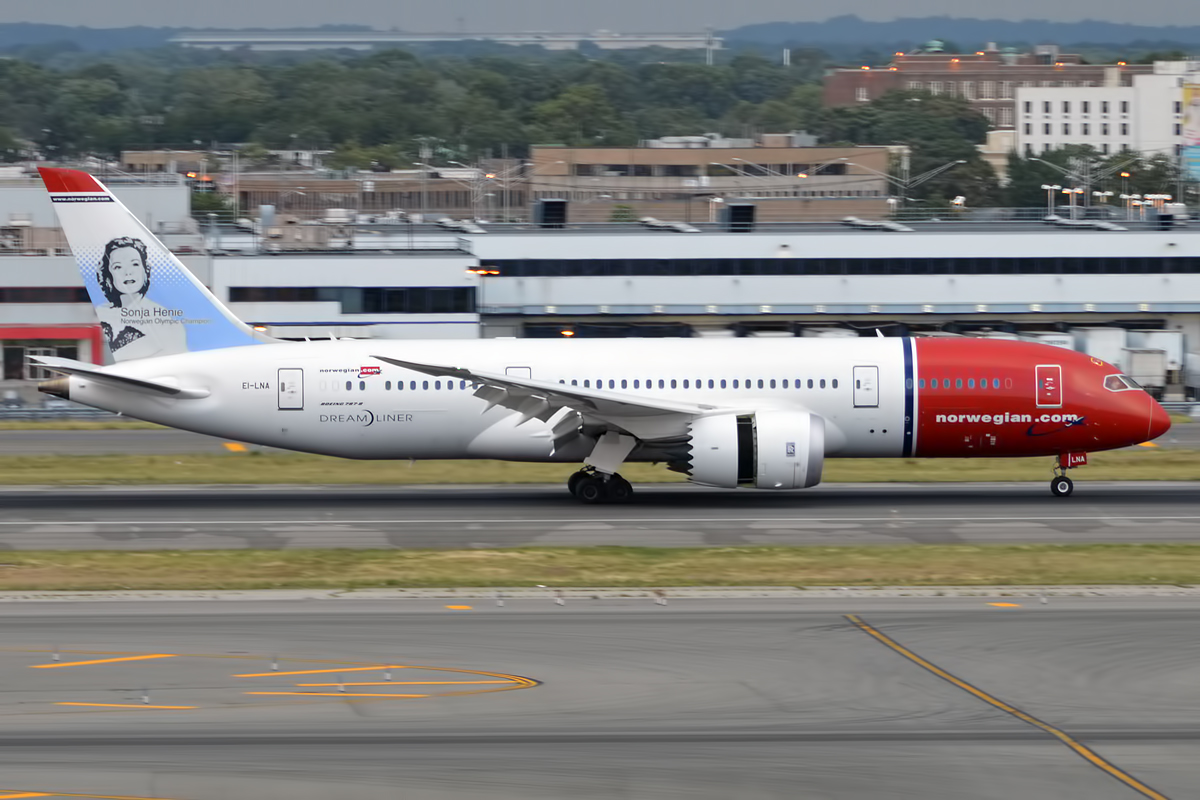
Un Boeing 787-8 di Norwegian Long Haul.

Al momento della chiusura a gennaio 2021, la flotta Norwegian Long Haul risultava composta dai seguenti aerei: